# بوآ ویستا دو بوریکا
بوآ ویستا دو بوریکا (به پرتغالی: Boa Vista do Buricá) یک شهرداری در برزیل است که در ریو گرانده جنوبی واقع شده‌است. بوآ ویستا دو بوریکا ۱۰۹٫۵۵۷ کیلومتر مربع مساحت و ۶٬۷۱۲ نفر جمعیت دارد و ۲۹۱ متر بالاتر از سطح دریا واقع شده‌است.